# تشين بينغ
تشين بينغ هو (21 أكتوبر 1924 – 16 سبتمبر 2013) هو قائد شيوعي، وزعيم الحزب الشيوعي المالايوي. وقد كان أحد القادة البارزين في الطوارئ المالايوية.

## روابط خارجية
- تشين بينغ على موقع مونزينجر (الألمانية)